# EverQuest II

EverQuest II is een 3D fantasy MMORPG die werd ontwikkeld door Sony Online Entertainment en uitgegeven in de VS door Sony Online Entertainment (SOE) en in Europa door Ubisoft. Het spel is uitgekomen voor Windows op 9 november 2004.
EverQuest II is de opvolger van EverQuest die vijf jaar eerder uitkwam. Het spel heeft verbeterde graphics en gameplay, en er zijn stemmen toegevoegd van enkele bekende stemacteurs.

## Spel
Het spel speelt zich af in een alternatieve toekomst 500 jaar na de gebeurtenissen uit het eerste spel. Er zijn personages en locaties uit het eerste spel die enigszins zijn aangepast. Oorspronkelijk was er alleen een betaald abonnement voor het spel, maar in 2010 kwam er onder de titel EverQuest II Extended een gratis speelbare versie uit. Een jaar later werd deze dienst geschrapt ten gunste van gratis speelbare versies met microtransacties.

## Gameplay
In EverQuest II moet elke speler een karakter maken voor interactie binnen de fictieve wereld Norrath. Het karakter kan op avontuur, door middel van missies, en socialiseren met andere spelers. Het spel kent ook ambachten waarmee spelers voorwerpen kunnen maken voor gebruik in het spel (bijvoorbeeld zwaarden en ringen).
Spelers kiezen ook een ras voor het karakter. De keuze bestaat uit mens, barbaar, dwerg, erudiet, oger, iksar, trol, kabouter, halfelf, hoge elf, halfling, houtelf, en donkere elf. Deze rassen zijn ook aanwezig in het eerste spel. Nieuwe toegevoegde rassen zijn de Kerra, Ratonga, Sarnak, Fae en Arasai.
Er zijn vier archetypen in het spel; vechter, verkenner, priester en magiër.

## Uitbreidingen
1. The Bloodline Chronicles (maart 2005)
2. The Splitpaw Saga (juni 2005)
3. Desert of Flames (september 2005)
4. Kingdom of Sky (februari 2006)
5. The Fallen Dynasty (juni 2006)
6. Echoes of Faydwer (november 2006)
7. Rise of Kunark (november 2007)
8. The Shadow Odyssey (november 2008)
9. Sentinel's Fate (februari 2010)
10. Destiny of Velious (februari 2011)
11. Age of Discovery (december 2011)
12. Chains of Eternity (november 2012)
13. Tears of Veeshan (november 2013)
14. Altar of Malice (november 2014)
15. Rum Cellar (april 2015)
16. Terrors of Thalumbra (november 2015)
17. Kunark Ascending (november 2016)
18. Planes of Prophecy (november 2017)
19. Chaos Descending (november 2018)

### Adventure Packs
Met EverQuest II bracht Sony het concept van zogenaamde Adventure Packs. Deze zijn bedoeld als kleine uitbreidingen van het spel met nieuwe gebieden, vijanden en voorwerpen, en kunnen gedownload worden tegen betaling van een kleiner bedrag.

## Stemmen
Het spel bevat stemmen van enkele bekende stemacteurs, zoals Christopher Lee, Heather Graham, Dwight Schultz, Minnie Driver, Wil Wheaton, Alan Dale en Danica McKellar.

## Ontvangst
| Recensiescore            | Recensiescore |
| Recensieverzamelaar      | Score         |
| ------------------------ | ------------- |
| Metacritic               | 83/100        |
| Publicist                | Score         |
| Computer and Video Games | 9/10          |
| Game Informer            | 8,5/10        |
| GameSpot                 | 7,8/10        |
| GameSpy                  | 4/5           |
| IGN                      | 8,5/10        |

EverQuest II werd positief ontvangen in recensies, maar maakte ondanks het succes van het eerste spel minder indruk, en had veel concurrentie van onder meer World of Warcraft die twee weken later uitkwam.
In recensies prees men de speelervaring en vele nieuwe elementen die het tweede deel bracht. Men vond de toevoeging van stemacteurs een van de grootste verbeteringen.

## Trivia
- Het spel is opgenomen in het boek 1001 Video Games You Must Play Before You Die van Tony Mott.